# رولف جولين
رولف جولين (14 أبريل 1918 – 26 يوليو 1997) هو سبّاح سويدي راحل، مثّل بلاده في الألعاب الأولمبية الصيفية 1948.

## روابط خارجية
رولف جولين على موقع أوليمبيديا (الإنجليزية)
- رولف جولين على موقع اللجنة الأولمبية السويدية (السويدية)